# Euippodes euprepes
Euippodes euprepes là một loài bướm đêm trong họ Noctuidae.